# Demografia da Europa

Distribuição da população na Europa:
< 50 hab. por km^{2}
50 a 100 hab. por km^{2}
100 a 150 hab. por km^{2}
150 a 300 hab. por km^{2}
300 a 1000 hab. por km^{2}
> 1000 hab. por km^{2}
sem dados

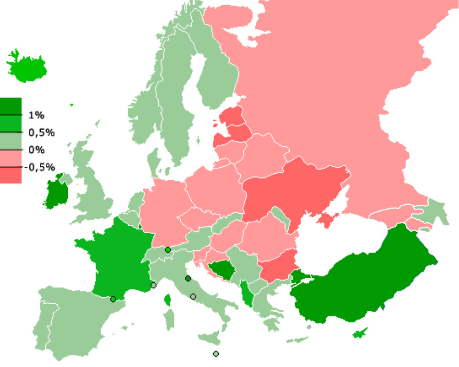
O crescimento/declínio da população de países europeus para o ano de 2006.

Desde a Renascença e a Era dos Descobrimentos, a Europa teve grande influência na cultura, economia e movimentos sociais mundiais. A demografia da Europa é importante não apenas historicamente, mas também na compreensão das relações internacionais e da dinâmica populacional contemporâneas.
As questões demográficas da Europa, atuais e passadas, incluíram emigração por motivos religiosos, relações raciais, imigração econômica, declínio da taxa de natalidade e envelhecimento populacional. Em alguns países, tal como a Irlanda e a Polónia, o acesso ao aborto é atualmente limitado; no passado, tais restrições eram comuns em toda Europa, assim como a maioria dos métodos contraceptivos. Ademais, três países europeus (Países Baixos, Bélgica e Suíça) têm permitido uma forma limitada de eutanásia voluntária para doentes terminais.
Em 2005 a população da Europa era estimada em 728 milhões de pessoas de acordo com a Organização das Nações Unidas (ONU), o que perfaz pouco mais de 11% da população mundial. Um século antes, a Europa tinha quase 25% da população de toda a Terra. A população europeia cresceu nesses cem anos, mas em outras partes do mundo, particularmente na África e na Ásia, o crescimento foi muitas vezes mais acentuado. De acordo com a Organização das Nações Unidas, a proporção da população mundial residindo na Europa cairá para cerca de 7% em 2050, totalizando 653 milhões de habitantes.

## Densidade demográfica
O relevo e os tipos de clima na Europa, aliados a condições históricas, facilitaram a regular distribuição e fixação da população e seu desenvolvimento econômico.
A população absoluta do continente é superior a 700 milhões de habitantes, resultando numa densidade demográfica de aproximadamente 68 habitantes por quilômetro quadrado.
Mas, embora detentora de grande população absoluta, a Europa possui atualmente um ritmo de crescimento populacional inferior a qualquer outro no mundo. Certos países alcançaram o crescimento zero (número de nascimentos igual ao número de mortes) e alguns outros acusam até mesmo uma regressão populacional, isto é, a população tem diminuído ao invés de aumentar. Embora não deva ser tomado como regra, de maneira geral são os países mais desenvolvidos os que apresentam crescimento vegetativo negativo. Dessa forma, o déficit populacional tende a se acentuar em toda a Europa.
Os principais efeitos do decréscimo populacional são o aumento do número de idosos na população total e a diminuição progressiva da população ativa (carência de mão-de-obra). Nos países que receberam muitos imigrantes estrangeiros, a tendência é que as suas taxas de natalidade sejam superiores às da população de origem europeia.

## Etnias
A Europa sempre constituiu um ponto de fixação e cruzamento de povos. Por esse motivo, sua população é composta por um grande número de etnias, que se distinguem pela diversidade linguística (existem no continente mais de 100 línguas ou dialetos), religiosa (cerca de 15 religiões diferentes) e também cultural.
A maior parte dos europeus é caucasiana, dividida em pelo menos três grandes grupos etnolinguísticos: latinos, germânicos e eslavos.
Os povos latinos habitam nações que integraram o antigo Império Romano, correspondendo principalmente às populações dos países do Mediterrâneo Ocidental, entre as quais se destacam os portugueses, espanhóis, italianos e franceses. Os romenos são um povo latino radicado na Europa de Leste.
Os povos germânicos encontram-se na Europa Norte-Ocidental e Central; são eles os alemães, austríacos, neerlandeses, escandinavos e britânicos. Alguns países mesclam línguas e/ou povos de origem latina e germânica, como Suíça e Bélgica, por exemplo.
Os povos eslavos, encontram-se fundamentalmente nos países da Europa de leste, ou Oriental, entre eles figuram os russos, bielorrussos, ucranianos, polacos, checos, eslovacos, eslovenos, croatas, bósnios, montenegrinos, sérvios, búlgaros, etc.
Além dos povos que enumeramos e dos resultados das misturas entre eles, podemos destacar os finlandeses, os húngaros, os gregos as minorias celtas, nas ilhas Britânicas e na península da Bretanha, e bascas, na Espanha e na França.
Embora a Europa apresente grande diversidade religiosa, de maneira geral, predomina o catolicismo romano entre latinos, o protestantismo entre os germânicos e o catolicismo ortodoxo entre os eslavos.
Dentre as minorias, destacam-se os judeus, numerosos até a Segunda Guerra Mundial na Europa Central e Leste Europeu, e os muçulmanos, na Península Balcânica.

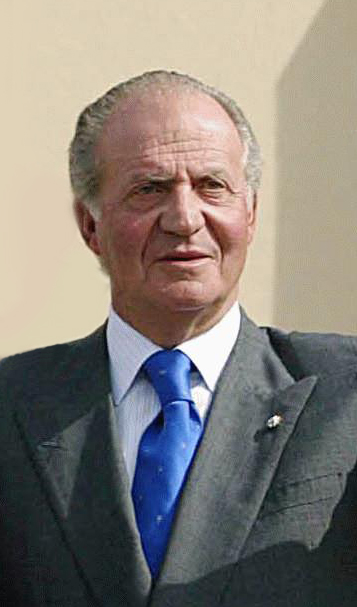
Juan Carlos I, espanhol.
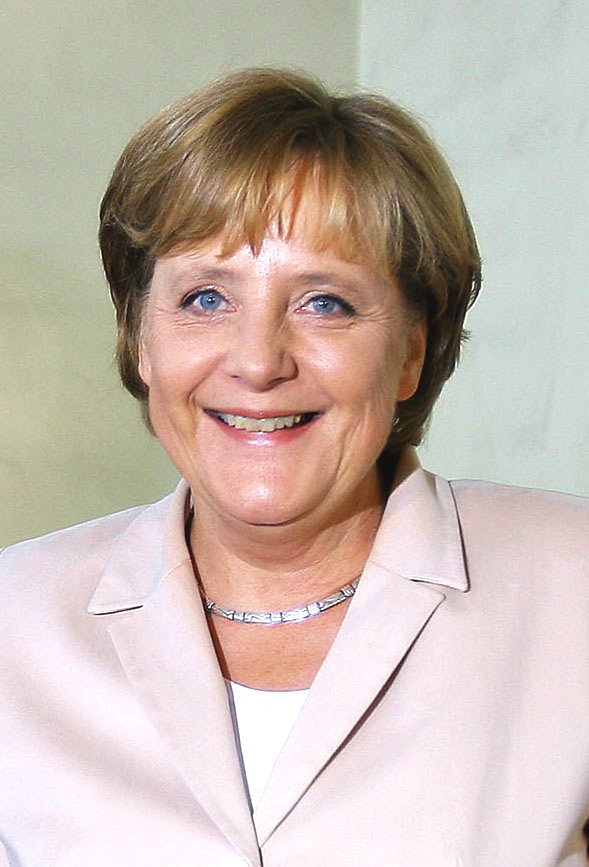
Angela Merkel, alemã
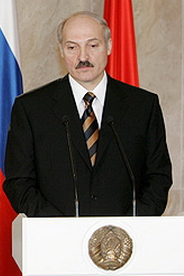
Aleksandr Lukashenko, bielorrusso.

## Línguas

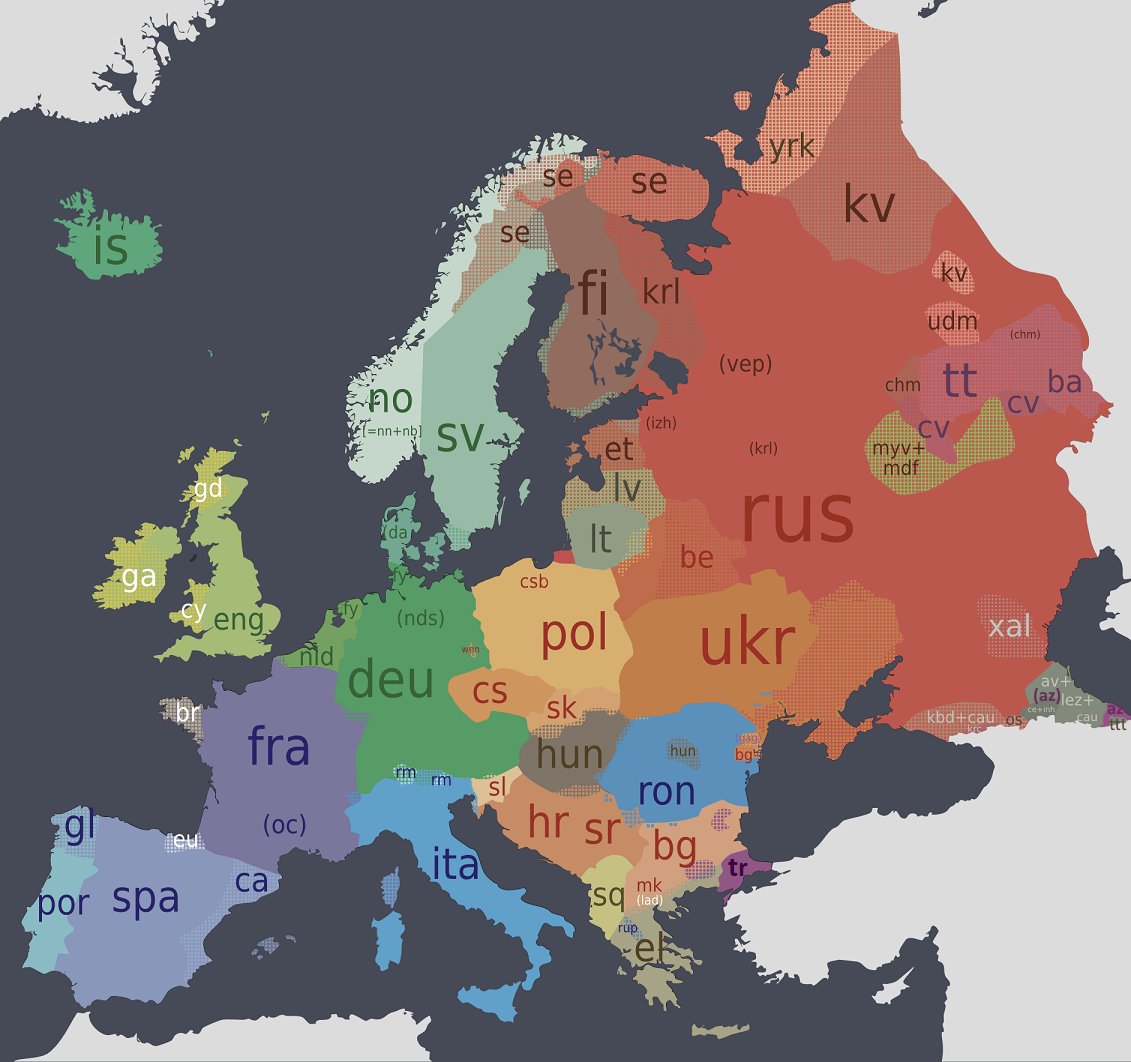
Distribuição aproximada das línguas actualmente faladas em Europa.

As línguas europeias estão, em sua maioria, dentro de três principais grupos linguísticos: as línguas românicas, derivadas da língua latina do Império Romano; as línguas germânicas, cujos ancestrais vieram de língua do sul da Escandinávia; e as línguas eslavas.
As línguas românicas são faladas principalmente no sudoeste da Europa, assim como na Roménia e na Moldávia, que estão situadas na Europa Oriental. As línguas germânicas são faladas no noroeste da Europa e algumas partes da Europa Central. As línguas eslavas são faladas na Europa Central, Oriental e Sudeste da Europa.
Muitas outras línguas fora dos três principais grupos são faladas na Europa. O grupo de línguas célticas também é um grupo distinto, como os restantes já referidos, e embora tenha desaparecido grande parte do seu uso diário, ainda existem diferentes números de falantes de cada uma das seis línguas célticas: irlandês, gaélico escocês e manx, galês, córnico e bretão.
Multilinguismo e a protecção das línguas regionais e minoritárias são objectivos políticos reconhecidos na Europa de hoje. O Conselho da Europa através da Convenção-Quadro para a Protecção das Minorias Nacionais do Conselho da Europa e da Carta Europeia das Línguas Regionais ou Minoritárias levou á criação de um quadro jurídico a favor dos direitos linguísticos na Europa.

## Religião
A prevalência das religiões da Europa é a seguinte:
- Cristianismo
  - Catolicismo apostólico romano, que é subdividido em 2 grandes categorias:
    - Catolicismo latino, países ou áreas com populações significativamente católicas de rito latino: Andorra, Áustria, oeste da Bielorrússia, Bélgica, Bósnia e Herzegovina, Croácia, República Checa, França, sul e oeste da Alemanha, Hungria, Irlanda, Itália, Latgale (região da Letónia), Liechtenstein, Lituânia, Luxemburgo, Malta, Mônaco, Sul da Holanda, Polónia, Portugal, Roménia, San Marino, Eslováquia, Eslovénia, Espanha, centro e sul da Suíça, oeste da Ucrânia, e Vaticano. Existem também grandes minorias católicas no Reino Unido (especialmente na Irlanda do Norte), e em outros países europeus. Na Sérvia, os católicos são uma pequena minoria.
    - Catolicismo oriental - é encontrado no oeste da Ucrânia, Bulgária, Chipre, Grécia, Arménia, Hungria, Macedónia, Roménia, Rússia, Sérvia, Eslováquia, sul da Itália (Sardenha e Sicília) e Córsega, na França.

  - Cristianismo ortodoxo bizantino, os países com populações significativamente Ortodoxa são: Arménia, Bielorrússia, Bósnia e Herzegovina, Bulgária, Chipre, Geórgia, Grécia, Macedónia, Moldávia, Montenegro, Roménia, Rússia, Sérvia, Ucrânia, parte oriental da Hungria, e minorias no Sul da Itália, Cazaquistão, Albânia, Letónia,Lituânia, Polónia e Finlândia (Carélia).
  - Cristianismo ortodoxo oriental - é encontrado principalmente na Arménia (possui até a sua própria Igreja nacional e autocéfala).
  - Protestantismo: países com populações significativamente protestantes incluem Dinamarca, Estónia, Finlândia, norte e leste da Alemanha, Islândia, Letónia, Holanda, Noruega, Suécia; leste, norte e oeste da Suíça e Reino Unido. Existem significativas minorias na França, a noroeste Piemonte na região de Itália, Eslováquia, República Checa, Hungria, e uma pequena minoria na Polónia.
- Islão, países com significativa população muçulmana são: Albânia, Azerbaijão, Bósnia e Herzegovina, Bulgária, Grécia, Geórgia, Cazaquistão, Montenegro, várias repúblicas de Rússia, Sérvia, Turquia, Crimeia na Ucrânia, e França.[5]

Outras religiões são praticadas por grupos menores na Europa, incluindo:
- Judaísmo principalmente em França, Alemanha, Reino Unido, Rússia e Itália. Ao mesmo tempo, o judaísmo foi amplamente praticado em todo o continente europeu, embora tenha diminuído em números desde a expulsão e do extermínio, e o êxodo do judeus durante parte do segundo milénio.
- Hinduísmo principalmente entre imigrantes da Índia no Reino Unido. Em 1998, havia uma estimativa de 1 382 000 hindus na Europa.[6]
- Budismo, fracamente espalhado por toda a Europa e em rápido crescimento nos últimos anos, cerca de 3 milhões de adeptos.[7][8]
- Indígenas Europeus, seguidores das tradições e crenças pagãs estão em muitos países , Alemanha, Irlanda e Reino Unido, a organização religiosa Ásatrúarfélagið é reconhecida como uma minoria religiosa na Islândia (desde 1973), Noruega e Suécia.
- Rastafari, comunidades no Reino Unido, França, Espanha, Portugal, Itália e noutros países.
- Siquismo, quase 1 milhão de adeptos do Sikhismo na Europa. A maioria da comunidade vive no Reino Unido (750 000) e Itália (70 000). Cerca de 10 000 na Bélgica e França. Holanda e Alemanha têm uma população de 12 000 adeptos. Todos os outros países têm menos ou 5 000 Sikhs.
- Jainismo, pequena adesão, principalmente entre os imigrantes indianos no Reino Unido.
- Vodum, principalmente entre pessoas com origem no Caribe e da África Ocidental fixados no Reino Unido e França.
- Religiões tradicionais africanas (incluindo Muti), principalmente no Reino Unido e França.
- Outras religiões com poucos (ou ao abrigo de um milhão) adeptos na Europa: Animismo, Igreja de Cristo, Eco-religião, Gnose, Paganismo, Testemunhas de Jeová, Menonitas, Igreja Moraviana, Mormonismo ou Os Santos dos Últimos Dias, Panteísmo, Politeísmo, Relativismo Teológico, Cientologia, Adventistas do Sétimo Dia, Igreja Universal, Unitarismo, Wiccan, e Zoroastrianismo.

Milhões de europeus não professam nenhuma religião ou são ateus, agnósticos ou humanistas. As maiores populações não confessionais (em percentagem) são encontradas na República Checa, Dinamarca, França, Alemanha, Holanda, Noruega, Suécia e nas antigas repúblicas soviéticas como Bielorrússia, Estónia, Rússia e Ucrânia, a maioria dos antigos do bloco de leste têm populações significativamente não confessionais.

### Religiões com estatuto oficial
Um certo número de países da Europa têm religiões oficiais, incluindo Liechtenstein, Malta, Mónaco, Vaticano (católica), Grécia (Ortodoxa Oriental), Dinamarca, Islândia, e Noruega (Luterana). Na Suíça, alguns cantões reconhecem oficialmente catolicismo, protestantismo e outras religiões reformistas. Algumas aldeias suíças ainda têm a sua própria religião.
A Geórgia não tem Igreja estabelecida, mas a Igreja Ortodoxa Georgiana goza de facto de estatuto privilegiado desde a assinatura de uma concordata em 2002 com o estado georgiano. Na Finlândia, tanto a Igreja Ortodoxa Finlândia e a Igreja Evangélica Luterana da Finlândia são oficiais. Na Inglaterra, uma parte do Reino Unido, tem o Anglicanismo como a sua religião oficial. Na Escócia, uma outra parte do Reino Unido, tem o Presbiterianismo como a sua igreja/religião nacional, mas já não é "oficial". Na Suécia, o órgão da Igreja é o Luteranismo, mas também deixou de ser "oficial". O Azerbaijão, França, Portugal, Roménia, Rússia, Espanha e Turquia são oficialmente "seculares".

## Distribuição populacional

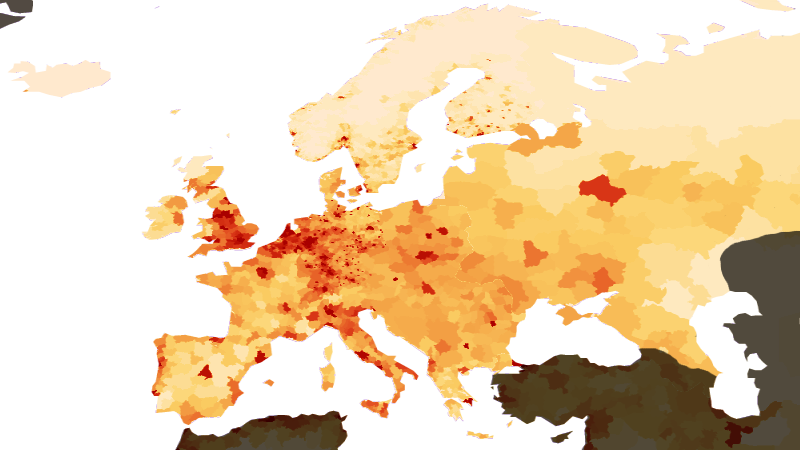
Distribuição populacional na Europa.

No continente europeu não existem regiões extensas que apresentem vazios demográficos, como os que encontramos em desertos, áreas florestais ou de altas latitudes. No entanto, a população europeia não apresenta distribuição uniforme, sendo bastante densa próxima às grandes cidades e nas partes industrializadas do ocidente europeu (vale do Ruhr, Amsterdã, Londres, norte da Itália). Mais ao norte (península Escandinava), devido às baixas temperaturas, e nas áreas montanhosas do sul (Alpes), o povoamento apresenta-se mais esparso.
Por ser a porção menos desenvolvida economicamente, a parte meridional da Europa - que abrange as penínsulas, Ibérica, Itálica e Balcânica - tem uma grande parcela da população ligada ao setor agropecuário. Dessas saíram muitos emigrantes para as áreas mais industrializadas do continente.
Atualmente, os países mais desenvolvidos, que receberam milhares de imigrantes na década de 1970, declararam-se incapazes de continuar acolhendo os estrangeiros, fecham suas fronteiras à imigração e incentivam a reemigração. Por outro lado, o retorno dos imigrantes gera dois graves problemas aos seus países de origem: aumenta o desemprego, ao mesmo tempo que diminui a entrada de divisas pela remessa de ganhos dos imigrantes às suas famílias.
Nos países nórdicos, devido aos obstáculos oferecidos pelo clima, a população é pouco numerosa em relação ao grande território; as maiores concentrações populacionais aparecem nas áreas urbanas do centro-sul da região.
Esses países proporcionam aos cidadãos excelentes condições de saúde, instrução e habitação, sendo o PIB per capita bastante alto e a assistência social a mais completa do mundo. A cidade de Estocolmo capital da Suécia, é a mais populosa da região.
O Leste Europeu, incluindo a Rússia, abriga uma população de aproximadamente 323 milhões de habitantes, pertencentes a diversas etnias. Na Rússia, a ocupação do espaço não é uniforme; áreas extremamente povoadas, sobretudo a oeste, alternam com outras praticamente vazias. Moscou e São Petersburgo são os mais importantes centros urbanos.
Os países mais urbanizados da Europa localizam-se na porção centro-ocidental do continente, como o Reino Unido, a França, a Bélgica, os Países Baixos, a Alemanha e o norte da Itália. Na rede urbana desses países, destacam-se as regiões metropolitanas de Londres, Manchester e Birmingham, no Reino Unido; Paris, na França; Bruxelas, na Bélgica; Berlim, Hamburgo, Munique, Frankfurt é Essen, na Alemanha; e Roma, Milão e Nápoles, na Itália.

## Demografia na Europa por ano

### População histórica da Europa e da ex-URSS dentro das fronteiras dos Estados modernos, anos 1-2020
Fonte: Maddison et al. (Universidade de Groningen)
| País/região                      | 1       | 1000    | 1500    | 1600    | 1700    | 1820      | 1870      | 1913      | 1950      | 1973      | 1998      | 2020      |
| -------------------------------- | ------- | ------- | ------- | ------- | ------- | --------- | --------- | --------- | --------- | --------- | --------- | --------- |
| Áustria                          | 500     | 700     | 2000    | 2500    | 2500    | 3369      | 4520      | 6767      | 6935      | 7586      | 8078      | 8901      |
| Bélgica                          | 300     | 400     | 1.400   | 1.600   | 2.000   | 3.424     | 5.096     | 7.666     | 8.640     | 9.738     | 10.197    | 11.493    |
| Dinamarca                        | 180     | 360     | 600     | 650     | 700     | 1.155     | 1.888     | 2.983     | 4.269     | 5.022     | 5.303     | 5.823     |
| Finlândia                        | 20      | 40      | 300     | 400     | 400     | 1.169     | 1.754     | 3.027     | 4.009     | 4.666     | 5.153     | 5.536     |
| França                           | 5.000   | 6.500   | 15.000  | 18.500  | 21.471  | 31.246    | 38.440    | 41.463    | 41.836    | 52.118    | 58.805    | 67.287    |
| Alemanha                         | 3.000   | 3.500   | 12.000  | 16.000  | 15.000  | 24.905    | 39.231    | 65.058    | 68.371    | 78.956    | 82.029    | 83.191    |
| Itália                           | 7.000   | 5.000   | 10.500  | 13.100  | 13.300  | 20.176    | 27.888    | 37.248    | 47.105    | 54.751    | 57.592    | 59.258    |
| Países Baixos                    | 200     | 300     | 950     | 1.500   | 1.900   | 2.355     | 3.615     | 6.164     | 10.114    | 13.438    | 15.700    | 17.425    |
| Noruega                          | 100     | 200     | 300     | 400     | 500     | 970       | 1.735     | 2.447     | 3.265     | 3.961     | 4.432     | 5.368     |
| Suécia                           | 200     | 400     | 550     | 760     | 1.260   | 2.585     | 4.164     | 5.621     | 7.015     | 8.137     | 8.851     | 10.379    |
| Suíça                            | 300     | 300     | 650     | 1.000   | 1.200   | 1.829     | 2.664     | 3.864     | 4.694     | 6.441     | 7.130     | 8.667     |
| Reino Unido                      | 800     | 2.000   | 3.942   | 6.170   | 8.565   | 21.226    | 31.393    | 45.649    | 50.363    | 56.223    | 59.237    | 67.886    |
| Portugal                         | 500     | 600     | 1.000   | 1.100   | 2.000   | 3.297     | 4.353     | 6.004     | 8.512     | 8.634     | 9.968     | 10.305    |
| Espanha                          | 4.500   | 4.000   | 6.800   | 8.240   | 8.770   | 12.203    | 16.201    | 20.263    | 27.868    | 34.810    | 39.371    | 47.431    |
| Grécia                           | 2.000   | 1.000   | 1.000   | 1.500   | 1.500   | 2.312     |           |           | 7.554     | 8.929     | 10.835    | 10.689    |
| 13 países pequenos               | 100     | 113     | 276     | 358     | 394     | 657       |           |           |           |           |           |           |
| Europa Ocidental no seu conjunto | 24.700  | 25.413  | 57.268  | 73.778  | 81.460  | 132.888   | 187.532   | 261.007   | 305.060   | 358.390   | 388.399   | 419.639   |
| Albânia                          | 200     | 200     | 200     | 200     | 300     | 437       |           |           | 1.215     | 2.296     | 3.108     | 2.878     |
| Bulgária                         | 500     | 800     | 800     | 1.250   | 1.250   | 2.187     |           | 4.200     | 7.251     | 8.621     | 8.257     | 6.917     |
| Checoslováquia                   | 1.000   | 1.250   | 3.000   | 4.500   | 4.500   | 7.190     |           |           | 12.393    | 14.563    | 15.686    | 16.366    |
| República Checa                  |         |         |         |         |         |           |           |           | 10.221    | 8.930     | 10.295    | 10.702    |
| Eslováquia                       |         |         |         |         |         |           |           |           | 3.463     | 4.642     | 5.391     | 5.460     |
| Hungria                          | 300     | 500     | 1.250   | 1.250   | 1.500   | 4.571     |           |           | 9.338     | 10.432    | 10.237    | 9.770     |
| Polônia                          | 450     | 1.200   | 4.000   | 5.000   | 6.000   | 10.426    |           |           | 25.753    | 33.363    | 38.666    | 38.268    |
| Roménia                          | 800     | 800     | 2.000   | 2.000   | 2.500   | 6.389     |           | 7.360     | 16.311    | 20.828    | 22.503    | 19.266    |
| Jugoslávia                       | 1.500   | 1.750   | 2.250   | 2.750   | 2.750   | 5.215     |           |           | 16.578    | 21.088    |           |           |
| Europa de Leste                  | 4.750   | 6.500   | 13.500  | 16.950  | 18.800  | 36.415    | 52.182    | 79.604    | 139.428   | 173.037   | 164.513   | 151.529   |
| Antiga URSS                      | 3.900   | 7.100   | 16.950  | 20.700  | 26.550  | 54.765    | 88.672    | 156.192   | 180.050   | 249.748   | 290.866   |           |
| Rússia                           |         |         |         |         |         |           |           |           | 102.833   | 132.434   | 147.671   | 146.171   |
| Ucrânia                          |         |         |         |         |         |           |           | 31.142    | 36.905    | 48.274    | 50.370    | 41.902    |
| Mundo                            | 230.820 | 268.273 | 437.818 | 555.828 | 603.410 | 1.041.092 | 1.270.014 | 1.791.020 | 2.524.531 | 3.913.482 | 5.907.680 | 7.800.000 |

| País/região                      | 1     | 1000  | 1500  | 1600  | 1700  | 1820  | 1870  | 1913  | 1950  | 1973  | 1998  | 2018  |
| -------------------------------- | ----- | ----- | ----- | ----- | ----- | ----- | ----- | ----- | ----- | ----- | ----- | ----- |
| Áustria                          | 0,2   | 0,3   | 0,5   | 0,4   | 0,4   | 0,3   | 0,4   | 0,4   | 0,3   | 0,2   | 0,1   |       |
| Bélgica                          | 0,1   | 0,1   | 0,3   | 0,3   | 0,3   | 0,3   | 0,4   | 0,4   | 0,3   | 0,2   | 0,2   |       |
| Dinamarca                        | 0,1   | 0,1   | 0,1   | 0,1   | 0,1   | 0,1   | 0,1   | 0,2   | 0,2   | 0,1   | 0,1   |       |
| Finlândia                        | 0,0   | 0,0   | 0,1   | 0,1   | 0,1   | 0,1   | 0,1   | 0,2   | 0,2   | 0,1   | 0,1   |       |
| França                           | 2,2   | 2,4   | 3,4   | 3,3   | 3,6   | 3,0   | 3,0   | 2,3   | 1,7   | 1,3   | 1,0   |       |
| Alemanha                         | 1,3   | 1,3   | 2,7   | 2,9   | 2,5   | 2,4   | 3,1   | 3,6   | 2,7   | 2,0   | 1,4   |       |
| Itália                           | 3,0   | 1,9   | 2,4   | 2,4   | 2,2   | 1,9   | 2,2   | 2,1   | 1,9   | 1,4   | 1,0   |       |
| Países Baixos                    | 0,1   | 0,1   | 0,2   | 0,3   | 0,3   | 0,2   | 0,3   | 0,3   | 0,4   | 0,3   | 0,3   |       |
| Noruega                          | 0,0   | 0,1   | 0,1   | 0,1   | 0,1   | 0,1   | 0,1   | 0,1   | 0,1   | 0,1   | 0,1   |       |
| Suécia                           | 0,1   | 0,1   | 0,1   | 0,1   | 0,2   | 0,2   | 0,3   | 0,3   | 0,3   | 0,2   | 0,1   |       |
| Suíça                            | 0,1   | 0,1   | 0,1   | 0,2   | 0,2   | 0,2   | 0,2   | 0,2   | 0,2   | 0,2   | 0,1   |       |
| Reino Unido                      | 0,3   | 0,7   | 0,9   | 1,1   | 1,4   | 2,0   | 2,5   | 2,5   | 2,0   | 1,4   | 1,0   |       |
| Portugal                         | 0,2   | 0,2   | 0,2   | 0,2   | 0,3   | 0,3   | 0,3   | 0,3   | 0,3   | 0,2   | 0,2   |       |
| Espanha                          | 1,9   | 1,5   | 1,6   | 1,5   | 1,5   | 1,2   | 1,3   | 1,1   | 1,1   | 0,9   | 0,7   |       |
| Outros                           | 0,9   | 0,4   | 0,3   | 0,3   | 0,3   | 0,3   | 0,4   | 0,4   | 0,5   | 0,4   | 0,3   |       |
| Europa Ocidental no seu conjunto | 10,7  | 9,5   | 13,1  | 13,3  | 13,5  | 12,8  | 14,8  | 14,6  | 12,1  | 9,2   | 6,6   |       |
| Europa de Leste                  | 2,1   | 2,4   | 3,1   | 3,0   | 3,1   | 3,5   | 4,1   | 4,4   | 3,5   | 2,8   | 2,0   |       |
| Antiga URSS                      | 1,7   | 2,6   | 3,9   | 3,7   | 4,4   | 5,3   | 7,0   | 8,7   | 7,1   | 6,4   | 4,9   |       |
| Soma da Europa e da URSS         | 14,5  | 14,5  | 20,1  | 20,0  | 21,0  | 21,6  | 25,9  | 27,7  | 22,7  | 18,4  | 13,5  | 9,8   |
| Mundo                            | 100,0 | 100,0 | 100,0 | 100,0 | 100,0 | 100,0 | 100,0 | 100,0 | 100,0 | 100,0 | 100,0 | 100,0 |